# Shu Qi
Shu Qi (xinès: 舒淇; pinyin: Shū Qí) és una actriu i model nadiua de Taiwan, nascuda a Sindian (Taipei) el 16 d'abril de 1976. El seu nom de naixement és: 林立慧. La seva família era d'origen humil. Als 17 anys es va traslladar a Hong Kong. Va ser portada de la revista Penthouse, el 1995 i va dedicar-se al cinema eròtic amb el productor Manfred Wong. Més endavant va protagonitzar pel·lícules de terror i finalment va poder demostrar el seu potencial com a artista. Ha guanyat diversos premis. Ha col·laborat en activitats solidàries.

## Biografia
Shu Qi va néixer el 16 d'abril de 1976 a Sindian City, comtat de Taipei, Taiwan, en una família molt modesta. La noia es rebel·la contra la severitat dels seus pares, i fuig dues vegades abans de desaparèixer durant sis mesos als 16 anys. Shu Qi emigra a Hong Kong amb 17 anys. Comença per exercir diverses activitats. Cap a la meitat dels anys 1990, es guanya la vida posant com maniquí per a revistes especialitzades i roda algunes pel·lícules eròtiques.
El productor de films Manfred Wong l'observa a la coberta d'una d'aquestes revistes i la recluta per a la seva pel·lícula rosa Sex & Zen II (1996). Es convertirà més endavant en el seu agent. En una entrevista concedida al Times el 1997, declara: « Si encara no heu fet cinema i veniu de Taiwan, us és impossible d'esdevenir actriu i d'interpretar films convencionals. Shu Qi sabia que, sense despullar-se, no seria una gran actriu ». Ràpidament, Shu Qi apareix a clips i films publicitaris. El seu treball per a Wong és considerat per alguns (sobretot per ella mateixa) com el seu primer paper important i constituirà més endavant el passaport a la indústria del cinema de Hong Kong.

### Carrera
El mateix any roda Viva Erotica (1996), un film de Derek Yee al costat de Karen Mok i de Leslie Cheung. Es tracta d'una paròdia del cinema rosa. El film és nominat vuit vegades de les quals dues per a Shu Qi que assoleix el Premi a la millor esperança femenina i el de millor segon paper femení als Hong Kong Film Awards de 1997. La seva carrera és llançada.
A partir d'aquest moment, esdevé una actriu a temps complet. Enllaça els rodatges al ritme de cinc a sis films per any el 1996 i 1997. Al començament, Shu Qi té segons papers sense importància com el de prostituta. Al fil del temps, l'actriu adquireix les seves cartes de noblesa encarnant algunes escenes a Street Angels, Growing Up, Love: Amoeba Estil i Till Death Do Us Laugh entre d'altres films.
En aquesta època apareix a Love is not a Game, But a Joke amb el qual assoleix el premi a la millor actriu al Golden Horse Film Festival i al Hong Kong Film Awards el 1997.
L'actriu interpreta deu films en el transcurs de l'any 1998. Se la pot veure a produccions com Young and Dangerous 5, l'últim de la sèrie, i Portland Street Blues per la qual treballa amb el realitzador Andrew Lau per primera vegada i rep el Premi al Millor Segon Paper femení als Hong Kong Film Awards. Andrew Lau li proposa, el mateix any 1998, un « segon paper » a la seva superproducció The Storm Riders. Treballa diverses vegades amb ella més endavant. Havent treballat en un film amb Stephen Chow, és considerada com una « Noies de Sing ».
Ben coneguda pels seus films d'acció, Shu Qi descobreix altres facetes del seu talent a Bishonen, orientat al tema de l'homosexualitat, City of Glass drama de Mabel Cheung que aconsegueix el premi a la millor actriu al Hong Kong Film Awards i...uns rumors en relació amb una relació amb el seu company Leon Lai. El film dramàtic Your Place or Mine li permet aconseguir el Premi al millor segon paper al Golden Horse Film Festival. La consagració ve amb la comèdia Love Generation de Wong Jing amb, com a company, novament Leon Lai. Forma part finalment de la indústria del cinema taiwanès. Puja al rang de primera actriu per a la seva actuació a Jackie Chan a Hong Kong (Gorgeous) (film de Jackie Chan (1999). Hi encarna una jove taiwanesa malalta d'amor que recorre els carrers de Hong Kong a la cerca de qui ha escrit la carta romàntica que descobreix en una ampolla. Encara que no forma part de les produccions habituals de Jackie Chan, aquest film és al capdavant del Box-office tant a Taiwan com a l'estranger.

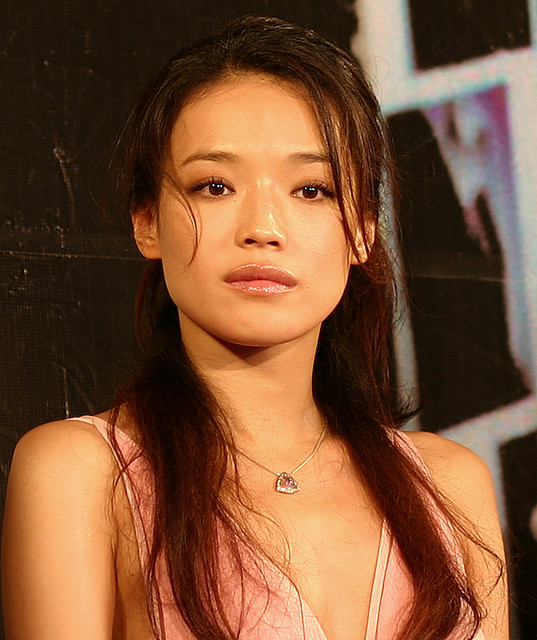
Shu Qi l'any 2005.

Figura també en un film d'arts marcials, A man Called Hero (1999). A continuació de Metade Fumaca, The Island Tales el film del realitzador Stanley Kwan. És l'actriu de molts papers principals als films asiàtics però el seu èxit no passa encara els límits d'Àsia.
El 1999, Ang Lee contacta Shu Qi per confiar-li el paper de Jen a Tigre i Dragon. El 2000, és al rodatge durant sis setmanes quan el seu cap i conseller, Manfred Wong, no preveient pas un èxit internacional d'aquest film, l'empeny a abandonar l'escenari per aparèixer en una recepció publicitària de Coca-Cola al Japó. Enfront d'aquesta deserció, Ang Lee es solapa en l'actriu Zhang Ziyi. Shu Qi, que és a punt d'adquirir un status internacional, cedeix la plaça a una Zhang Ziyi propulsada. Aquest error monumental costa el lloc a Wong i Shu Qi ha de buscar un nou agent després d'aquest desastre. La continuació de l'any no resulta el millor per a ella amb l'inevitable Young and Dangerous 6 i Skyline Cruisers.
Malgrat aquest fracàs, Shu Qi contínua la seva pujada des d'aleshores inexorable cap a les cimeres de la celebritat. És el cap de cartell de Visible Secret, una superproducció de Ann Hui. Millennium Mambo (2000) de Hou Hsiao-hsien, unànimement saludat per la crítica, li permet finalment d'accedir a la glòria internacional i fer-la conèixer a Europa. Es tracta d'un drama sobre el tema de la futilitat de la vida moderna. Aquest film ha recorregut de forma brillant la majoria dels festivals internacionals com el de Cannes on ha estat nominada per a la Palme d'Or.

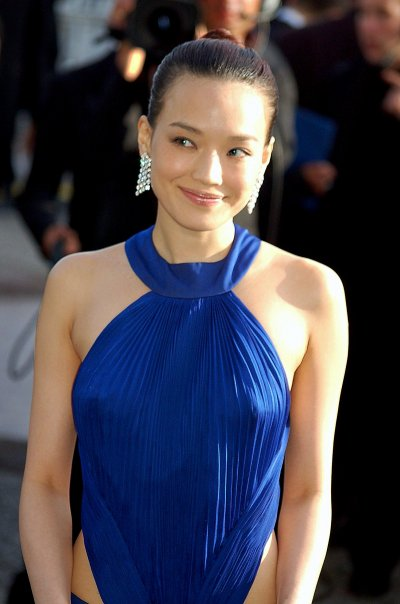
Shu Qi al festival de Cannes 2009

Considerada com la millor actriu a Àsia, els papers en superproduccions li arriben. És rar no veure-la a les pantalles en el transcurs de l'any 2002: el film de terror Hauted Office de Marco Mak; dues produccions de Andrew Lau: Women From Mart i The Wesley's Mysterious File, un film de ciència-ficció ple de efectes especials que roda amb l'actor Andy Lau com a company; So Close de Corey Yuen, un film d'acció on ella i l'actriu Zhao Wei encarnen els assassins, dues germanes perseguides per Karen Mok, una policia ben determinada. Explosiu, aquest drama és força ben rebut pels admiradors del gènere al món sencer i serveix a l'actriu de carta d'introducció per la continuació de la seva carrera.
Se la troba el 2002 en una coproducció franco-hollywoodienca, El Transportador realitzat per Corey Yuen i Louis Leterrier sobre un guió de Luc Besson. És aquí una xinesa que passa il·legalment la frontera, perseguida i finalment protegida per l'actor anglès Jason Statham. Shu Qi ha de parlar en anglès per les necessitats del film. Com no sap aquesta llengua, aprèn el text fonèticament. La seva carrera la porta a diversos països del planeta: la Xina per a The Foliage, drama del realitzador Lu Yue; Tailàndia per The Eye 2, film sobrenatural de Dany i Oxide Pang posant en escena una dona de tendències suïcides (Shu Qi) que té sobtadament la capacitat de veure fantasmes; Corea del Sud per a una superproducció de Jingle Ma, continuació de Seul Raiders, en la qual dona la rèplica a Tony Leung Chiu-wai. Aquest últim film li permet fer valer els seus talents de cantant interpretant la cançó dels crèdits al costat del seu company taiwanès Richie Jen.
El 2005, assoleix un nou èxit amb Three Times, de Hou Hsiao-hsien. Es tracta d'un film ambiciós en tres episodis que segueix els canvis en les relacions humanes. El film té una brillant carrera internacional amb una nominació per a la Palma d'Or al Festival de Canes i suposa guanyar a Shu Qi el premi a la millor actriu al Golden Horse Film Festival de Taipei.
En detriment de la seva reputació, Shu Qi actua encara a films del V-cinema. Se la descobreix a Home Sweet Home, un film de terror de Si Cheang, on encarna una dona embogida el fill de la qual és raptat pel monstre misteriós que ronda per la urbanització.
Torna a continuació a una producció de gran pressupost Confession of Pain de Andrew Lau i Alan Mak continuació de Infernal Affairs i d' Inicial D al qual va proporcionar un pretext al masclisme de Tony Leung Chiu-wai i Takeshi Kaneshiro. Encara que va rebre crítiques tèbies, el film té un gran èxit a Hong Kong.
Actua a continuació en una superproducció coreana coneguda amb el títol de La meva dona és un pistoler 3. La seva actuació en aquest film subratlla la seva aura internacional així com la seva capacitat a fer registres variats.
A Europa, s'ha pogut veure-la al Festival de cinema asiàtic de Deauville i al Festival de Cannes. El 2008, és membre del jurat del Festival Internacional de Cinema de Berlín, sota la presidència de Costa-Gavras, a continuació en el de Cannes el 2009, presidit per Isabelle Huppert.
Després ha enriquit significativement la seva filmografia, de Forest of Death passant pel thriller Blood Brothers (inspirat en el clàssic Un tret al cap de John Woo).
El seu paper de Nega Yinniang a The Assassin, el seu tercer film amb Hou Hsiao-hsien, li val el prestigiós premi a la millor actriu asiàtica en els Asian Film Awards.

## Filmografia
- A Queer Story (1996)
- Till Death Do Us Laugh (1996)
- Street Angels (1996)
- Growing Up (1996)
- Viva Erotica (1996)
- Sex & Zen II (1996)
- L-O-V-E... Love (1997)
- My Dad Is a Jerk (1997)
- Love Is Not a Game, But a Joke (1997)
- Those Were the Days (1997)
- Love: Amoeba Style (1997)
- The Fruit is Swelling (1997) (cameo)
- Another Meltdown (1998)
- Extreme Crisis (1998)
- The Blacksheep Affair (1998)
- Portland Street Blues (1998)
- Young & Dangerous: The Prequel (1998)
- City of Glass (1998)
- Bishōnen (1998)
- Love Generation Hong Kong (1998)
- The Storm Riders (1998)
- Young and Dangerous 5 (1998)
- The Lucky Guy (1998)
- When I Look Upon the Stars (1999)
- The Island Tales (1999)
- Iron Sister (1999)
- A Man Called Hero (1999)
- In fuga per Hong Kong (1999)
- Metade Fumaca (1999)
- My Loving Trouble 7 (2000)
- Home in My Heart (2000)
- Unexpected Challenges (2000)
- Hidden Whisper (2000)
- Born to Be King (2000)
- Flyin' Dance (2000)
- Skyline Cruisers (2000)
- Dragon Heat (2000)
- My Name Is Nobody (2000)
- For Bad Boys Only (2000)
- Millennium Mambo (2001)
- Visible Secret (2001)
- Love Me, Love My Money (2001)
- Beijing Rocks (2001)
- Martial Angels (2001)
- The Wesley's Mysterious File (2002)
- Women From Mars (2002)
- El control de la venjança (So Close) (2002)
- Just One Look (2002) (cameo)
- The Transporter (2002)
- Haunted Office (2002)
- Looking for Mr. Perfect (2003)
- The Foliage (2004)
- The Eye 2 (2004)
- Seoul Raiders (2005)
- Three Times (2005)
- Home Sweet Home aka The Monster (2005)
- Romance of Red Dust (2006)
- Confession of Pain (2006)
- My Wife is a Gangster 3 (2006)
- Forest of Death (2007)
- Blood Brothers (2007)
- If You Are the One (2008)
- Legends in the Tang Dynasty - Nei In Niang (2008)
- Look for a Star (2009)
- New York, I Love You (2009)
- City Under Siege (2010)
- Legend of the Fist: The Return of Chen Zhen (2010)
- If You Are the One 2 (2010)
- Let the Wind Carry Me (2010)
- A Beautiful Life (2011)
- 10+10 (2011)
- Love (2012)
- La seconda moglie (2012)
- Tai Chi 0, regia di Stephen Fung (2012)
- Tai Chi Hero (2012)
- Chinese Zodiac (2012)
- Beautiful University (2012)
- Journey to the West: Conquering the Demons (2013)
- Gone with the Bullets (2014)